# Юнссон, Йенни
Йенни Юнссон (швед. Jenny Jonsson; родилась 30 августа 1987 года в Хельгуме, Соллефтео, Швеция) — шведская биатлонистка.

## Общая информация
Йенни — младшая сестра другой шведской биатлонистки: Хелены Экхольм.
Слабой стороной подготовки Юнссон является лыжный бег.

## Спортивная карьера
Шведка впервые стала заниматься биатлоном в 2000 году. С 2004 года тренерский штаб сборной Швеции стал доверять Юнссон-младшей выступления на международных стартах: три года она выступает на чемпионате мира в возрастной группе до 19 лет, но за 9 личных гонок её лучшим финишем становится лишь 14-е место. Следующая ступень карьеры — юниорские международные старты в возрастной группе до 21 года — насчитывают меньше гонок, но проходят чуть результативнее: шведка записывает на свой счёт первую победу (в спринте на этапе юниорского кубка Европы), однако на чемпионате мира она вновь ни разу не попадает даже в Top10 в личных гонках.
Тем не менее в этом же 2008 году Йенни дебютирует в кубке мира. Медленный бег не позволяет подняться за четыре гонки выше 59-го места. Отсутствие особого выбора сохраняет Юнссон место в сборной и на следующий сезон, где постепенно приходят результаты: в конце сезона она впервые финиширует в очковой группе — на 19-м месте в индивидуальной гонке на канадском этапе.
Через год шведка неплохо проявляет себя на чемпионате Европы, заняв 8-е место в гонке преследования.
В сезоне-2011/12 Йенни начинает заметнее улучшать свои результаты и на уровне кубка мира: дважды она попадает на подиум в составе эстафетной команды, а также несколько раз финиширует в числе двадцати сильнейших биатлонисток в личных гонках. В конце года Юнссон дебютирует на взрослом чемпионате мира в личных гонках.

## Сводная статистика

### Выступления на юниорских, молодёжных и второстепенных чемпионатах.
| Год  | Зачёт  | ИГ | СГ | ГП | КЭ |
| ---- | ------ | -- | -- | -- | -- |
| 2004 | ЧМ U19 | 34 | 59 | НФ | 5  |
| 2005 | ЧМ U19 | 14 | 38 | 31 | 5  |
| 2006 | ЧМ U19 | 23 | 22 | 20 | 5  |
| 2008 | ЧМ U21 | 16 | 35 | 29 | 5  |
| 2010 | ЧЕ U26 | 18 | 12 | 8  | 6  |

### Сезоны кубка мира
| Сезон   | ОЗ   | ИГЗ  | СЗ   | ГПЗ  | МСЗ  |
| ------- | ---- | ---- | ---- | ---- | ---- |
| 2008/09 | 80-я | 50-я |      |      |      |
| 2009/10 | 87-я | 76-я | 80-я | 75-я |      |
| 2010/11 | 50-я | 54-я | 42-я | 73-я | 44-я |
| 2011/12 | 61-я | 22-я | 79-я | 67-я |      |

### Лучшие гонки в кубке мира
| Дисциплина           | Место проведения  | Сезон   | Результат |
| -------------------- | ----------------- | ------- | --------- |
| Индивидуальная гонка | Эстерсунд         | 2011/12 | 16-я      |
| Спринт               | Разун-Антерсельва | 2010/11 | 15-я      |
| Гонка преследования  | Контиолахти       | 2011/12 | 30-я      |
| Масс-старт           | Разун-Антерсельва | 2010/11 | 25-я      |

### Эстафетные гонки за сборную
| Сезон   | Соревнование   | Дисциплина         | Место проведения     | Этап | Стрельба | Результат |
| ------- | -------------- | ------------------ | -------------------- | ---- | -------- | --------- |
| 2010/11 | Кубок мира     | Эстафета           | Оберхоф              | 1-й  | 1+0      | 1-й       |
| 2010/11 | Кубок мира     | Эстафета           | Разун-Антерсельва    | 1-й  | 1+0      | 2-й       |
| 2010/11 | Чемпионат мира | Эстафета           | Ханты-Мансийск       | 1-й  | 1+0      | 6-й       |
| 2011/12 | Кубок мира     | Эстафета           | Оберхоф              | 1-й  | 0+0      | 7-й       |
| 2011/12 | Кубок мира     | Эстафета           | Разун-Антерсельва    | 3-й  | 1+0      | 10-й      |
| 2011/12 | Чемпионат мира | Эстафета           | Рупольдинг           | 1-й  | 0+0      | 5-й       |
| 2012/13 | Кубок мира     | Смешанная эстафета | Эстерсунд            | 1-й  | 0+0      | 8-й       |
| 2012/13 | Чемпионат мира | Смешанная эстафета | Нове-Место-на-Мораве | 2-й  | 0+0      | 14-й      |

### Выступления на чемпионатах мира
| Сезон | ИГ   | СГ    | ГП   | КЭ  | СЭ   |
| ----- | ---- | ----- | ---- | --- | ---- |
| 2011  | 36-я |       |      | 6-я |      |
| 2012  | 58-я | 59-я  | 49-я | 5-я |      |
| 2013  |      | 100-я |      |     | 14-я |